# Водовідлив

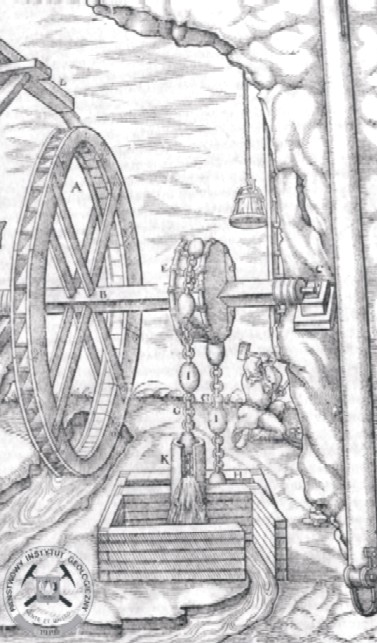
Водовідлив — вичерпування води кулями. Г. Агрікола, 1556 р.

Водовідлив (рос. водоотлив, англ. water pumping,  water drainage; нім. Wasserhaltung) — видалення шахтних (рудникових, кар'єрних) вод з підземних та відкритих гірничих виробок на поверхню. В систему водовідливу входять пристрої, що перешкоджають доступу поверхневих і підземних вод до виробок; що регулюють стік шахтних вод та збір їх в центральні водозбірники, звідки вода подається на поверхню за допомогою насосів.

## Історія
Водовідлив — вичерпування, викачування води з гірничих виробок — відомий давно. В минулому для видалення води з копалень використовувались шадуфи або ручний підйом у баддях, шкіряних посудинах, цебрах тощо. Шадуфи відомі в Єгипті з часів фараонів.
Засновник слов'янського книговидання кириличним шрифтом і винахідник Швайпольт Фіоль (1460—1525 або 1526) у 1489 отримав від польського короля Казимира (Казимир IV Ягеллончик) привілей на винайдену ним машину для відпомповування води з шахт, призначену для свинцевих рудників в Олькуші.
Спроби механізації водовідливу відбуваються у XV сторіччі, у Німеччині. Наводимо уривок з праці Георга Агріколи De Re Metallica (1556 р.), який саме присвячений водовідливу в гірництві часів пізнього Середньовіччя:
| Воду з шахтних стовбурів піднімають або вичерпують. Підйом проводиться в цебрах або шкіряних мішках, які попередньо наповнюють водою. Останні зазвичай піднімають машиною з двома рядами лопатей (з оборотним колесом), а перші — п'ятьма описаними вище машинами. Четвертою машиною в деяких місцях піднімають також шкіряні мішки середньої величини. Вичерпують воду ковшами або кулями з отворами. Якщо води небагато, її піднімають у цебрах або викачують ковшами або кулями. |
У 1698 році англійський винахідник Томас Севері (1650—1715) патентує паровий двигун, пристосований для відкачування води з шахт; цей насос мав низьку ефективність, напір не перевищував 9 м. Пароатмосферна машина, побудована англійським винахідником Томасом Ньюкоменом (1664—1729) у 1712 році, вже знайшла практичне застосування для водовідливу на вугільних шахтах олов'яних рудниках. Перший автоматичний металевий насос розроблений у 1749 році австрійським інженером Йожефом Каролем Геллом (1713—1789). У XX сторіччі на шахтах знаходять своє застосування заглибні насоси та ерліфти.

## Шахтний водовідлив

Схема шахтної водовідливної установки: 1 — ствол; 2 — трубний ходок; 3 — насосна камера; 4 — всмоктувальний колодязь; 5 — виробка приствольного двору

При підземній розробці розрізняють допоміжний, головний, центральний та регіональний водовідлив.
Насосна камера з водовідливними установками розташовується біля водозбірника і з'єднується з ним виробками. При притоці води більше за 50 м³/год. головна водовідливна установка складається з трьох однакових насосів (робочого, резервного і того, що знаходиться в ремонті), кожний з яких розраховується на відкачування за 20 год. добового нормального притоку. Для головного водовідливу на шахтах застосовуються в основному відцентрові багатоступінчасті секційні насоси в горизонтальному виконанні, що допускають вміст механічних домішок у воді (крупністю до 0,1-0,2 мм) до 0,1-0,2 %. ККД насосів змінюється в межах 68-78 %. Кислототривкі насоси застосовуються при рН води менше 5.

Для дільничного водовідливу в шахтах, крім багатоступінчастих відцентрових насосів, використовуються також консольні відцентрові, моноблочні і допоміжні насоси (турбонасос, електронасосні одноґвинтові агрегати, одноступінчасті відцентрові горизонтальні насоси, відцентрові горизонтальні консольні насоси). При відкачуванні непрояснених шахтних вод з твердою фазою крупністю до 20 мм застосовуються шламові насоси (вертикальні, суспензійні, магнетитошламові та інш.). Для подачі води на поверхню в стовбурі шахти прокладаються мінімум два стави нагнітальних труб — робочий і резервний; при двох одночасно працюючих насосах прокладаються три стави труб. Кожний став розраховується на видачу нормального добового притоку за 20 год. Апаратура автоматизації В. забезпечує автоматичне залиття, пуск і зупинку насосів у залежності від рівня води у водозбірнику, почергову роботу насосів, автоматичне включення резервних насосів, дистанційний контроль і сигналізацію про рівень води у водозбірнику.
Основні шляхи подальшого вдосконалення водовідливу на шахтах: скорочення об'єму і спрощення конструкції водозбірників або застосування безкамерного водовідливу з вертикальними зануреними насосами і ерліфтами.

Схеми водовідливу
При одному горизонті
При декількох горизонтах
При декількох горизонтах

## Кар'єрний водовідлив
При відкритій розробці система водовідливу складається з пристрою регулювання внутрішньокар'єрного стоку, водозбірників, насосних станцій. У залежності від місця розташування головних водозбірників кар'єрний водовідлив поділяється на відкритий, підземний та комбінований. При відкритому водовідливі водозбірники з насосною станцією розташовуються на найнижчій відмітці кар'єру. При підземному водовідливі вода перекачується або відводиться в спеціальні дренажно-водовідливні штреки, пройдені зі схилом в сторону водозбірника з насосною камерою, звідки вона відкачується насосами на поверхню через водовідливні стовбури або свердловини в поверхневі водотоки або водоймища. При цьому використовуються в основному ті ж насоси, що і при шахтному водовідливі. При проходженні шахтних стовбурів і розрізних траншей застосовуються допоміжні насоси (відцентрові спіральні, секційні, консольні, турбонасоси і ін.) продуктивністю 5-130 м³/год і напором 30-100 м.

## Різновиди водовідливу
- допоміжний водовідлив — водовідлив, призначений для перекачування води з окремих дільниць шахти до водозбірника головного водовідливу.
- головний водовідлив — водовідлив, призначений для відкачування сумарного припливу води по шахті (руднику, кар'єру).
- центральний водовідлив — водовідлив загальний для декількох шахт (рудників, кар'єрів).
- регіональний водовідлив — водовідлив загальний для шахт (рудників, кар'єрів) цілого району.